# Aeropuerto de Beerseba
El Aeropuerto de Beerseba (en hebreo: שְׂדֵה תֵּימָן) también conocido alternativamente como el Aeropuerto Teyman (IATA: BEV, OACI: LLBS) es un aeropuerto situado cerca de Beerseba una localidad en el país asiático de Israel. El aeropuerto es utilizado principalmente para enseñanza de pilotaje, aviación privada, club y centro de paracaidismo. El principal operador del aeropuerto es Ayit Aviation, propiedad de Capitán Eli Peretz, que ha gestionado el aeropuerto durante los últimos 25 años.